# Ole Meisner
Ole Meisner (født 17. marts 1944, død maj 2020) var en dansk radiovært og forfatter. Ole Meisner blev uddannet som journalist på journalistuddannelsen i Århus. Han arbejdede bl.a. for Lollands Tidende, Fyns Stifttidende, Dagbladet Information og i 36 år for Danmarks Radio (DR) ved Radioavisen, blandt andet som politisk reporter på Christiansborg. Ole Meisner blev i 1975 Udsendelsesleder for DR Radioavisen og arbejdede sideløbende blandt andet med sproget i Danmark Radio. Han havde mange års erfaring med nuanceret skriftligt og mundtligt mediesprog og var tilknyttet censor ved journalistuddannelsen på Syddansk Universitet. Han skrev flere artikler og bøger om blandt andet det danske sprog.
Ole Meisner indgik i Radioavisens elitehold af oplæsere og modtog i 1990 som en af de første Danmarks Radios sprogpris.. Fra 2000 arbejdede han som sprogkonsulent ved DR Nyheder, også efter at han lod sig pensionere i 2009. 
Han skrev og udsendte i mange år og med stort held "Sprogbrev fra DR. Internet",[kilde mangler] som fik opmærksomhed i hele Norden, bl.a. med stor interesse fra medarbejdere ved både de norske og svenske statsradiofonier.
Ole Meisner fik som kun 20-årig ved kongeligt dekret ("kongebrev") lov til at gifte sig med Kirsten Pedersen. De fik to sønner (Michael  og Steen Meisner) og var sammen indtil Kirstens død.

## Bøger
- Ordvalget, DR og Syddansk Universitetsforlag (2003).
- Haderen, DR og Syddansk Universitetsforlag (2004).
- Godt dansk, sammen med Ebbe Grunwald og Peder Skyum-Nielsen (red.), DR og Syddansk Universitetsforlag (2008).